# Catherine Leroy
Catherine Leroy (27/8/1944 - 8/7/2006) là một phóng viên ảnh và nhiếp ảnh gia chiến tranh người Pháp. Bà từng chụp những tấm ảnh về cuộc chiến tranh Việt Nam đầy khắc nghiệt cho tạp chí Life và các trang báo khác.

### Phòng trưng bày trực tuyến
- Leroy, Catherine (2002). "Catherine Leroy Gallery". Piece Unique. Bản gốc lưu trữ ngày 20 tháng 7 năm 2002. Truy cập ngày 28 tháng 9 năm 2017.